# Dömös
Dömös là một thị trấn thuộc hạt Komárom-Esztergom, Hungary. Thị trấn này có diện tích 23,98 km², dân số năm 2010 là 1168 người, mật độ 49 người/km².